# 天主教耶西教区
天主教耶西教區（拉丁語：Dioecesis Aesina）是天主教會在義大利的一個教區。屬安科納-奧西莫總教區。

## 歷史
傳統上第一位主教是聖塞普蒂米烏斯，他在307年殉道。但第一位有文獻記載的主教出現於680年。而考古證據則指教區成立於6-7世紀。1972年8月15日前直屬聖座，此後改屬安科納-奧西莫總教區之下。

## 現況
教區包括安科納省共十三市。2006年有教友73,650人，佔轄區總人口96.9%。教區下轄四十一個堂區，有五十七名司鐸。現任教區主教為傑拉爾多·羅科尼。